# ابدالایا
ابدالایا (به لاتین: Ebdalaya) یک منطقهٔ مسکونی در روسیه است که در شهرستان لواشینسکی واقع شده‌است.